# 新潟県の市町村旗一覧
新潟県の市町村旗一覧（にいがたけんのしちょうそんきいちらん）は、新潟県内の市町村に制定されている、あるいは制定されていた市町村旗の一覧である。なお、一覧の順序は全国地方公共団体コード順による。廃止された市町村旗は廃止日から順に掲載している。

## 市部
| 市       | 市旗              | 制定有無 | 制定日         | 旗の色                                                                                              | 備考                                         |
| -------- | ----------------- | -------- | -------------- | --------------------------------------------------------------------------------------------------- | -------------------------------------------- |
| 新潟市   |                   | なし     | なし           | 地色は緑色であり、紋章は白色が指定されている                                                        |                                              |
| 長岡市   | （正旗） （略旗） | なし     | 1977年10月11日 | 正旗:地色は橙色であり、紋章は青色が指定されている 略旗:地色は橙色であり、紋章は青色が指定されている | 略旗には三方に縁が付いている                 |
| 三条市   |                   | なし     | なし           | 地色は臙脂色であり、紋章は白色が指定されている                                                      | 旧・市制時に使用され、新・市制時に継承される |
| 柏崎市   |                   | なし     | なし           | 地色は濃紺色であり、紋章は白色が指定されている                                                      |                                              |
| 新発田市 |                   | なし     | なし           | 地色は白色であり、紋章は朱色が指定されている                                                        |                                              |
| 小千谷市 |                   | あり     | 1984年8月11日  | 地色は青緑色であり、紋章は白色が指定されている                                                      |                                              |
| 加茂市   |                   | なし     | なし           | 地色は小豆色であり、紋章は白色が指定されている                                                      |                                              |
| 十日町市 |                   | あり     | 2005年4月1日   | 地色は白色であり、紋章は指定色が指定されている                                                      | 2代目の市旗である                            |
| 見附市   |                   | あり     | 2019年4月1日   | 地色は白色であり、紋章は黄色が指定されている                                                        |                                              |
| 村上市   |                   | なし     | なし           | 地色は白色であり、紋章は指定色が指定されている                                                      | 2代目の市旗である                            |
| 燕市     |                   | なし     | なし           | 地色は白色であり、紋章は指定色が指定されている                                                      | 2代目の市旗である                            |
| 糸魚川市 |                   | なし     | なし           | 地色は緑色であり、紋章は指定色が指定されている                                                      | 2代目の市旗である                            |
| 妙高市   |                   | なし     | なし           | 地色は白色であり、紋章は緑色が指定されている                                                        |                                              |
| 五泉市   |                   | なし     | なし           | 地色は白色であり、紋章は指定色が指定されている                                                      | 2代目の市旗である                            |
| 上越市   |                   | あり     | 1972年12月23日 | 地色は青緑色であり、紋章は緑色が指定されている                                                      |                                              |
| 阿賀野市 |                   | なし     | なし           | 地色は白色であり、紋章は指定色が指定されている                                                      |                                              |
| 佐渡市   |                   | なし     | なし           | 地色は白色であり、紋章は指定色が指定されている                                                      |                                              |
| 魚沼市   |                   | なし     | なし           | 地色は白色であり、紋章は指定色が指定されている                                                      |                                              |
| 南魚沼市 |                   | なし     | なし           | 地色は白色であり、紋章は指定色が指定されている                                                      |                                              |
| 胎内市   |                   | なし     | なし           | 地色は白色であり、紋章は指定色が指定されている                                                      |                                              |

## 町村部
| 郡       | 町村     | 市町村旗                | 制定有無 | 制定日        | 旗の色 | 備考                                           |
| -------- | -------- | ----------------------- | -------- | ------------- | --- | ---------------------------------------------- |
| 北蒲原郡 | 聖籠町   |                         | なし     | なし          | 地色は水色であり、紋章は白色が指定されている |                                                |
| 西蒲原郡 | 弥彦村   |                         | なし     | なし          | 地色は青色であり、紋章は白色が指定されている |                                                |
| 南蒲原郡 | 田上町   | （①） （②） （③） （④） | あり     | 1968年1月1日  | ①:地色は濃紺色であり、紋章は白色が指定されている ②:地色は臙脂色であり、紋章は金色が指定されている ③:地色は臙脂色であり、紋章は白色が指定されている ④:地色は濃紺色であり、紋章は金色が指定されている | 4種類の色彩が指定されている                    |
| 東蒲原郡 | 阿賀町   |                         | なし     | なし          | 地色は白色であり、紋章は指定色が指定されている |                                                |
| 三島郡   | 出雲崎町 | （①） （②）             | あり     | 1966年4月20日 | ①:地色は臙脂色であり、紋章は白色が指定されている ②:地色は臙脂色であり、紋章は金色が指定されている                                                                                                   | 2種類の色彩が指定されている                    |
| 南魚沼郡 | 湯沢町   | （正旗） （略旗）       | あり     | 1965年12月6日 | 正旗: 地色は海老茶色であり、紋章は金色が指定されている 略旗: 地色は海老茶色であり、紋章は白色が指定されている                                                                                       | 2種類の色彩が指定されている                    |
| 中魚沼郡 | 津南町   |                         | なし     | なし          | 地色は濃緑色であり、紋章は白色が指定されている |                                                |
| 刈羽郡   | 刈羽村   |                         | あり     | 1959年4月16日 | 地色は、全体を横に三等分し上段から緑色、黄色、茶色とし、紋章は黒色が指定されている | 上段左肩に村章を配する 中段中央に「K」を配する |
| 岩船郡   | 関川村   |                         | なし     | なし          | 地色は緑色であり、紋章は白色が指定されている |                                                |
| 岩船郡   | 粟島浦村 |                         | なし     | なし          | 地色は青色であり、紋章は黄色が指定されている |                                                |

## 廃止された市町村旗一覧

### 2004年以前
| 市郡     | 町村     | 市町村旗 | 制定有無 | 制定日        | 廃止日        | 旗の色                                             | 備考                                                  |
| -------- | -------- | -------- | -------- | ------------- | ------------- | -------------------------------------------------- | ----------------------------------------------------- |
| 西蒲原郡 | 黒埼町   |          | なし     | なし          | 2001年1月1日  | -                                                  |                                                       |
| 北蒲原郡 | 豊浦町   |          | なし     | なし          | 2003年7月7日  | -                                                  |                                                       |
| 両津市   |          |          | あり     | 1962年6月16日 | 2004年3月1日  | ０                                                 | 佐渡島の地形は白色である 市章とは一部デザインが異なる |
| 佐渡郡   | 相川町   |          | なし     | なし          | 2004年3月1日  | -                                                  |                                                       |
| 佐渡郡   | 佐和田町 |          | なし     | なし          | 2004年3月1日  | -                                                  |                                                       |
| 佐渡郡   | 金井町   |          | なし     | なし          | 2004年3月1日  | -                                                  |                                                       |
| 佐渡郡   | 新穂村   |          | なし     | なし          | 2004年3月1日  | -                                                  |                                                       |
| 佐渡郡   | 畑野町   |          | なし     | なし          | 2004年3月1日  | -                                                  |                                                       |
| 佐渡郡   | 真野町   |          | なし     | なし          | 2004年3月1日  | -                                                  |                                                       |
| 佐渡郡   | 小木町   |          | なし     | なし          | 2004年3月1日  | -                                                  |                                                       |
| 佐渡郡   | 羽茂町   |          | なし     | なし          | 2004年3月1日  | -                                                  |                                                       |
| 佐渡郡   | 赤泊村   |          | なし     | なし          | 2004年3月1日  | -                                                  |                                                       |
| 北蒲原郡 | 安田町   |          | なし     | なし          | 2004年4月1日  | 地色は藍色であり、紋章は白色が指定されている       |                                                       |
| 北蒲原郡 | 水原町   |          | なし     | なし          | 2004年4月1日  | 地色は赤紫色であり、紋章は白色が指定されている     |                                                       |
| 北蒲原郡 | 京ヶ瀬村 |          | なし     | なし          | 2004年4月1日  | 地色は青色であり、紋章は黄色が指定されている       |                                                       |
| 北蒲原郡 | 笹神村   |          | なし     | なし          | 2004年4月1日  | 地色は水色であり、紋章は白色・緑色が指定されている |                                                       |
| 北魚沼郡 | 堀之内町 |          | なし     | なし          | 2004年11月1日 | 地色は赤色であり、紋章は白色が指定されている       |                                                       |
| 北魚沼郡 | 小出町   |          | なし     | なし          | 2004年11月1日 | 地色は白色であり、紋章は赤色が指定されている       |                                                       |
| 北魚沼郡 | 湯之谷村 |          | なし     | なし          | 2004年11月1日 | 地色は青色であり、紋章は白色が指定されている       |                                                       |
| 北魚沼郡 | 広神村   |          | なし     | なし          | 2004年11月1日 | 地色は深緑色であり、紋章は白色が指定されている     |                                                       |
| 北魚沼郡 | 守門村   |          | なし     | なし          | 2004年11月1日 | 地色は深緑色であり、紋章は白色が指定されている     |                                                       |
| 北魚沼郡 | 入広瀬村 |          | なし     | なし          | 2004年11月1日 | 地色は赤色であり、紋章は白色が指定されている       |                                                       |
| 南魚沼郡 | 六日町   |          | なし     | なし          | 2004年11月1日 | -                                                  |                                                       |
| 南魚沼郡 | 大和町   |          | なし     | なし          | 2004年11月1日 | -                                                  |                                                       |

### 2005年
| 市郡     | 町村       | 市町村旗              | 由来 | 制定日        | 廃止日         | 旗の色                                                                                                  | 備考                                                     |
| -------- | ---------- | --------------------- | ---- | ------------- | -------------- | --- | -------------------------------------------------------- |
| 東頸城郡 | 安塚町     |                       | なし | なし          | 2005年1月1日   | 地色は白色であり、紋章は橙色が指定されている                                                            |                                                          |
| 東頸城郡 | 浦川原村   |                       | なし | なし          | 2005年1月1日   | 地色は栗色であり、紋章は白色が指定されている                                                            |                                                          |
| 東頸城郡 | 大島村     |                       | なし | なし          | 2005年1月1日   | 地色は深緑色であり、紋章は白色が指定されている                                                          |                                                          |
| 東頸城郡 | 牧村       |                       | なし | なし          | 2005年1月1日   | 地色は緑色であり、紋章は白色が指定されている                                                            |                                                          |
| 中頸城郡 | 柿崎町     |                       | なし | なし          | 2005年1月1日   | 地色は白色であり、紋章は黒色が指定されている                                                            |                                                          |
| 中頸城郡 | 大潟町     |                       | なし | なし          | 2005年1月1日   | 地色は紫色であり、紋章は白色が指定されている                                                            |                                                          |
| 中頸城郡 | 吉川町     |                       | なし | なし          | 2005年1月1日   | 地色は青色であり、紋章は白色と橙色が指定されている                                                      |                                                          |
| 中頸城郡 | 板倉町     |                       | あり | 1977年8月17日 | 2005年1月1日   | 地色は白色であり、紋章は赤色が指定されている                                                            |                                                          |
| 中頸城郡 | 頸城村     |                       | あり | 1966年1月1日  | 2005年1月1日   | 地色は赤紫色であり、紋章は白色が指定されている                                                          | 1965年12月21日に議決されたものを1966年1月1日に制定される |
| 中頸城郡 | 中郷村     |                       | あり | 1986年6月30日 | 2005年1月1日   | 地色は深緑色であり、紋章は白色が指定されている                                                          |                                                          |
| 中頸城郡 | 清里村     |                       | なし | なし          | 2005年1月1日   | - |                                                          |
| 中頸城郡 | 三和村     |                       | なし | なし          | 2005年1月1日   | 地色は紫色であり、紋章は白色と橙色が指定されている                                                      |                                                          |
| 西頸城郡 | 名立町     |                       | なし | なし          | 2005年1月1日   | - |                                                          |
| 糸魚川市 |            |                       | なし | なし          | 2005年3月19日  | 地色は深緑色であり、紋章は橙色が指定されている                                                          | 初代の市旗である                                         |
| 西頸城郡 | 能生町     |                       | なし | なし          | 2005年3月19日  | 地色は白色であり、紋章は青色が指定されている                                                            |                                                          |
| 西頸城郡 | 青海町     |                       | なし | なし          | 2005年3月19日  | - |                                                          |
| 新津市   |            | （青色篇） （赤色篇） | なし | なし          | 2005年3月21日  | 青色篇:地色は白色であり、紋章は青色が指定されている 赤色篇:地色は白色であり、紋章は青色が指定されている |                                                          |
| 豊栄市   |            |                       | あり | 不明          | 2005年3月21日  | 地色はダークブルー色であり、紋章は白色が指定されている                                                  |                                                          |
| 白根市   |            |                       | なし | なし          | 2005年3月21日  | 地色は濃緑色であり、紋章は白色が指定されている                                                          |                                                          |
| 中蒲原郡 | 亀田町     |                       | なし | なし          | 2005年3月21日  | - |                                                          |
| 中蒲原郡 | 横越町     |                       | なし | なし          | 2005年3月21日  | - |                                                          |
| 中蒲原郡 | 小須戸町   |                       | なし | なし          | 2005年3月21日  | - |                                                          |
| 西蒲原郡 | 西川町     |                       | なし | なし          | 2005年3月21日  | - |                                                          |
| 西蒲原郡 | 味方村     |                       | なし | なし          | 2005年3月21日  | - |                                                          |
| 西蒲原郡 | 月潟村     |                       | なし | なし          | 2005年3月21日  | - |                                                          |
| 西蒲原郡 | 潟東村     |                       | なし | なし          | 2005年3月21日  | - |                                                          |
| 西蒲原郡 | 中之口村   |                       | なし | なし          | 2005年3月21日  | - |                                                          |
| 西蒲原郡 | 岩室村     |                       | あり | 1987年5月1日  | 2005年3月21日  | 地色は臙脂色であり、紋章は白色が指定されている                                                          |                                                          |
| 三島郡   | 三島町     |                       | なし | なし          | 2005年4月1日   | 地色は臙脂色であり、紋章は白色が指定されている                                                          |                                                          |
| 三島郡   | 越路町     |                       | なし | なし          | 2005年4月1日   | 地色は濃茶色であり、紋章は白色が指定されている                                                          |                                                          |
| 刈羽郡   | 小国町     |                       | なし | なし          | 2005年4月1日   | 地色は濃紫色であり、紋章は白色が指定されている                                                          |                                                          |
| 南蒲原郡 | 中之島町   |                       | なし | なし          | 2005年4月1日   | 地色は濃緑色であり、紋章は白色が指定されている                                                          |                                                          |
| 古志郡   | 山古志村   |                       | なし | なし          | 2005年4月1日   | 地色は赤色であり、紋章は白色が指定されている                                                            |                                                          |
| 十日町市 |            |                       | なし | なし          | 2005年4月1日   | 地色はエンジャンブルー色であり、紋章は白色が指定されている                                              | 初代の市旗である                                         |
| 東頸城郡 | 松代町     |                       | なし | なし          | 2005年4月1日   | - |                                                          |
| 東頸城郡 | 松之山町   |                       | なし | なし          | 2005年4月1日   | - |                                                          |
| 中魚沼郡 | 川西町     |                       | なし | なし          | 2005年4月1日   | - |                                                          |
| 中魚沼郡 | 中里村     |                       | なし | なし          | 2005年4月1日   | - |                                                          |
| 新井市   |            |                       | なし | なし          | 2005年4月1日   | 地色は茄子紺色であり、紋章は白色が指定されている                                                        |                                                          |
| 中頸城郡 | 妙高高原町 |                       | なし | なし          | 2005年4月1日   | 地色は緑色であり、紋章は白色が指定されている                                                            | 紋章は右上に置かれている                                 |
| 中頸城郡 | 妙高村     |                       | あり | 1984年1月1日  | 2005年4月1日   | 地色は青色であり、紋章は白色が指定されている                                                            |                                                          |
| 東蒲原郡 | 津川町     |                       | なし | なし          | 2005年4月1日   | 地色は水色であり、紋章は黄色が指定されている                                                            |                                                          |
| 東蒲原郡 | 鹿瀬町     |                       | なし | なし          | 2005年4月1日   | 地色は水色であり、紋章は白色が指定されている                                                            |                                                          |
| 東蒲原郡 | 上川村     |                       | なし | なし          | 2005年4月1日   | 地色は臙脂色であり、紋章は白色が指定されている                                                          |                                                          |
| 東蒲原郡 | 三川村     |                       | なし | なし          | 2005年4月1日   | 地色は臙脂色であり、紋章は白色が指定されている                                                          |                                                          |
| 南蒲原郡 | 栄町       |                       | なし | なし          | 2005年5月1日   | - |                                                          |
| 南蒲原郡 | 下田村     | （①） （②）           | あり | 1968年1月1日  | 2005年5月1日   | ①:地色は紫色であり、紋章は金色が指定されている ②:地色は紫色であり、紋章は銀色が指定されている           |                                                          |
| 刈羽郡   | 高柳町     |                       | なし | なし          | 2005年5月1日   | - |                                                          |
| 刈羽郡   | 西山町     |                       | なし | なし          | 2005年5月1日   | - |                                                          |
| 北蒲原郡 | 紫雲寺町   |                       | なし | なし          | 2005年5月1日   | 地色は紫色であり、紋章は白色が指定されている                                                            |                                                          |
| 北蒲原郡 | 加治川村   |                       | なし | なし          | 2005年5月1日   | 地色は黄色であり、紋章は緑色が指定されている                                                            |                                                          |
| 北蒲原郡 | 中条町     |                       | なし | なし          | 2005年9月1日   | - |                                                          |
| 北蒲原郡 | 黒川村     |                       | なし | なし          | 2005年9月1日   | - |                                                          |
| 南魚沼郡 | 塩沢町     |                       | なし | なし          | 2005年10月1日  | - |                                                          |
| 西蒲原郡 | 巻町       |                       | なし | なし          | 2005年10月10日 | 地色は白色であり、紋章は緑色が指定されている                                                            | 縁部は金色が指定されている                               |

### 2006年以降
| 市郡     | 町村   | 市町村旗                          | 由来 | 制定日        | 廃止日        | 旗の色                                                                   | 備考             |
| -------- | ------ | --------------------------------- | ---- | ------------- | ------------- | ------------------------------------------------------------------------ | ---------------- |
| 栃尾市   |        |                                   | あり | 1959年7月20日 | 2006年1月1日  | 地色は青色であり、紋章は白色（「栃」は赤色）が指定されている             |                  |
| 三島郡   | 寺泊町 | （ロゴタイプ有） （ロゴタイプ無） | なし | なし          | 2006年1月1日  | ロゴタイプ有無共、地色は臙脂色であり、紋章は白色が指定されている         |                  |
| 三島郡   | 与板町 |                                   | あり | 1985年2月     | 2006年1月1日  | 地色は臙脂色であり、紋章は白色が指定されている                           |                  |
| 三島郡   | 和島村 |                                   | なし | なし          | 2006年1月1日  | 地色は青色であり、紋章は黄色が指定されている                             |                  |
| 五泉市   |        |                                   | なし | なし          | 2006年1月1日  | 地色は藍色であり、紋章は白色が指定されている                             | 初代の市旗である |
| 中蒲原郡 | 村松町 |                                   | あり | 1975年11月    | 2006年1月1日  | 地色は緑色であり、紋章は白色が指定されている                             |                  |
| 燕市     |        |                                   | あり | 1962年4月1日  | 2006年3月20日 | 地色は白色であり、紋章は歯車の部分は赤色・翼の部分は茶色が指定されている | 初代の市旗である |
| 西蒲原郡 | 分水町 |                                   | なし | なし          | 2006年3月20日 | 地色は臙脂色であり、紋章は白色が指定されている                           |                  |
| 西蒲原郡 | 吉田町 |                                   | なし | なし          | 2006年3月20日 | 地色は臙脂色であり、紋章は白色が指定されている                           |                  |
| 村上市   |        |                                   | なし | なし          | 2008年4月1日  | 地色は白色であり、紋章は青色が指定されている                             | 初代の市旗である |
| 岩船郡   | 荒川町 |                                   | なし | なし          | 2008年4月1日  | 地色は水色であり、紋章は白色が指定されている                             |                  |
| 岩船郡   | 山北町 |                                   | なし | なし          | 2008年4月1日  | -                                                                        |                  |
| 岩船郡   | 神林村 |                                   | なし | なし          | 2008年4月1日  | -                                                                        |                  |
| 岩船郡   | 朝日村 |                                   | なし | なし          | 2008年4月1日  | -                                                                        |                  |
| 北魚沼郡 | 川口町 |                                   | なし | なし          | 2010年3月31日 | 地色は藍色であり、紋章は白色が指定されている                             |                  |

### 書籍
- 中川幸也『シリーズ人間とシンボル第2号「都市の旗と紋章」』中川ケミカル、1987年10月11日。
- NHK情報ネットワーク『NHKふるさとデータブック4 [北陸・甲信越]』日本放送協会、1992年4月1日。

### 自治体書籍
- 両津市役所『両津市例規集』新潟県両津市。
- 下田村役場『下田村例規集』新潟県南蒲原郡下田村。
- 妙高村役場『妙高村例規集』新潟県南蒲原郡妙高村。